# 灰狼蛛
灰狼蛛（学名：Lycosa granhami）为狼蛛科狼蛛属的动物。在中国大陆，分布于云南、四川等地。该物种的模式产地在云南。